# Dipentodontaceae
A Dipentodontaceae a Huerteales rendbe tartozó növénycsalád.
Lombhullató vagy félörökzöld fák és cserjék tartoznak ide. A csésze és a párta alig differenciálódott, hasonlítanak egymásra. Toktermésük van. A magház rekeszei 1-1 magkezdeményt tartalmaznak. A Dipentodon virágai hímnősek, a Perrottettia kétlaki.

## Rendszerezés
A Dipentodontaceae molekuláris genetikai úton meghatározott taxon. Mindkét ide tartozó nemzetséget korábban a Celastraceae családba soroltak. Diszjunktak, egymással nem érintkező területeken élnek.
A Dipentodontaceae családba 2 nemzetség 16 faját sorolják:
- Dipentodon Dunn: monotipikus nemzetség:
  - Dipentodon sinicus: Dél-Kínában és a szomszédos Mianmar területén élő fafaj.
- Perrottetia Kunth: Kb. 15 faj tartozik ide. Két, egymással nem határos területen találhatók meg: az egyik Kínától az Indonéz-szigetvilágig és Északkelet-Ausztráliáig terjed, a másik Mexikótól Peruig.

## Fordítás
- Ez a szócikk részben vagy egészben a Dipentodontaceae című német Wikipédia-szócikk ezen változatának fordításán alapul.  Az eredeti cikk szerkesztőit annak laptörténete sorolja fel. Ez a jelzés csupán a megfogalmazás eredetét és a szerzői jogokat jelzi, nem szolgál a cikkben szereplő információk forrásmegjelöléseként.